# Delfinen
Delfinen (Delphinus) er et stjernebillede på den nordlige himmelkugle.